# Andrea Locatelli

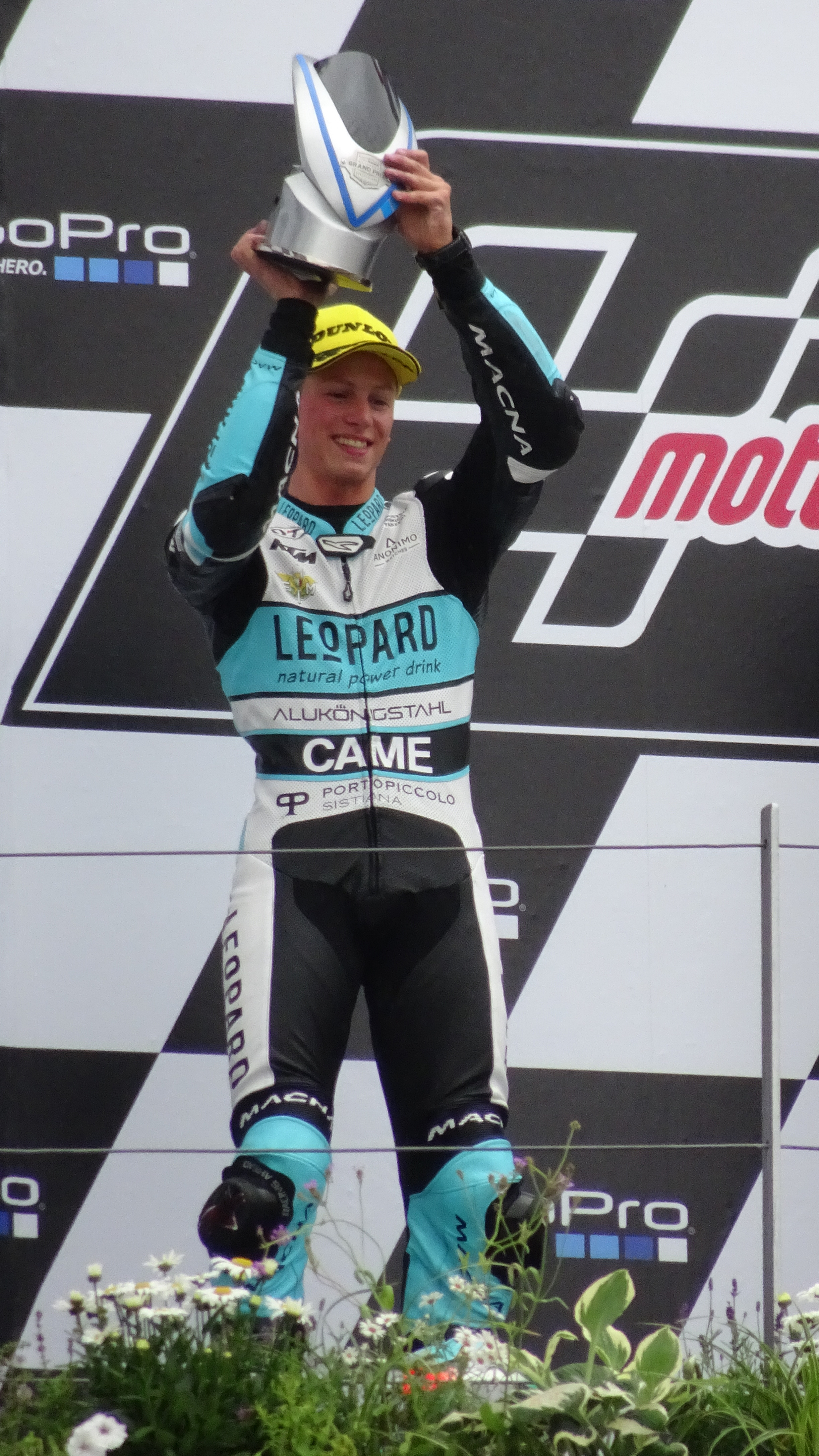
Andrea Locatelli in 2016

Andrea Locatelli (Alzano Lombardo, 16 oktober 1996) is een Italiaans motorcoureur. In 2020 werd hij kampioen in het wereldkampioenschap Supersport.

## Carrière
In 2011 werd Locatelli kampioen in de Trofeo Moriwaki 250 en in 2012 in de Trofeo Honda NSF250R. Dat jaar won hij ook een race in het Italiaanse Moto3-kampioenschap op het Autodromo Enzo e Dino Ferrari en werd hij op een Honda met 105 punten vierde in deze klasse. In 2013 kwam hij in dit kampioenschap uit op een Mahindra. Hij won vier races: twee op het Misano World Circuit Marco Simoncelli en een op zowel het Circuit Mugello als op Imola. Met 167 punten werd hij gekroond tot kampioen in de klasse. Ook reed hij in 2013 twee races in de Moto3-klasse van het wereldkampioenschap wegrace op een Mahindra als wildcardcoureur. In de Grand Prix van Italië werd hij 22e, terwijl hij in de Grand Prix van San Marino 25e werd.
In 2014 maakte Locatelli zijn debuut als fulltime coureur in de Moto3-klasse van het WK wegrace op een Mahindra. Hij kende een puntloos seizoen waarin twee achttiende plaatsen in Italië en Aragón zijn beste resultaten bleken. In 2015 stapte hij over naar een Honda en kende hij een beter seizoen, waarin hij regelmatig punten scoorde. Een zevende plaats in Texas bleek zijn beste resultaat van het jaar. Aan het eind van het seizoen moest hij echter vier races missen vanwege een gebroken stuitbeen. Met 33 punten werd hij twintigste in het eindklassement. In 2016 reed hij op een KTM. Hij behaalde twee podiumfinishes in Duitsland en Australië en hij werd met 96 punten negende in de eindstand.
In 2017 stapte Locatelli binnen het WK wegrace over naar de Moto2, waarin hij op een Kalex reed. Hij had een lastig debuutseizoen waarin hij slechts driemaal punten scoorde, met twee dertiende plaatsen in Tsjechië en Maleisië als beste resultaten. Met acht punten eindigde hij op plaats 28 in het kampioenschap. In 2018 had hij een beter jaar waarin hij in bijna alle races in de punten eindigde, met een achtste plaats in Italië als beste resultaat. Met 52 punten verbeterde hij zichzelf naar de vijftiende plaats in het klassement. In 2019 zakten zijn resultaten over het gehele seizoen ietwat in, alhoewel hij met een zesde plaats in de TT van Assen het hoogtepunt in zijn Moto2-carrière behaalde. Met 46 punten werd hij achttiende in het eindklassement.
In 2020 stapte Locatelli over naar het wereldkampioenschap Supersport, waarin hij uitkwam op een Yamaha. Hij kende een zeer succesvol seizoen waarin hij twaalf van de vijftien races won, waaronder de eerste negen races op een rij. Met 333 punten werd hij overtuigend gekroond tot kampioen in de klasse. In 2021 maakt hij zijn debuut in het wereldkampioenschap superbike bij het fabrieksteam van Yamaha.